# کن آرمیتاژ
کن آرمیتاژ (انگلیسی: Ken Armitage؛ ۲۳ اکتبر ۱۹۲۰ – ۱۹۵۲ (۳۱−۳۲ سال)) بازیکن فوتبال انگلیسی بود که در لیگ فوتبال انگلیس برای باشگاه فوتبال لیتون اورینت و باشگاه فوتبال اولدهام اتلتیک در پست مدافع بازی کرده است.